# Hammerschmiede Naichen
Die Hammerschmiede Naichen ist ein technikhistorisches Denkmal in Naichen, einem Ortsteil von Neuburg an der Kammel im Landkreis Günzburg in Bayern. Seit 1990 ist sie als Museum zu besichtigen.

## Geschichte

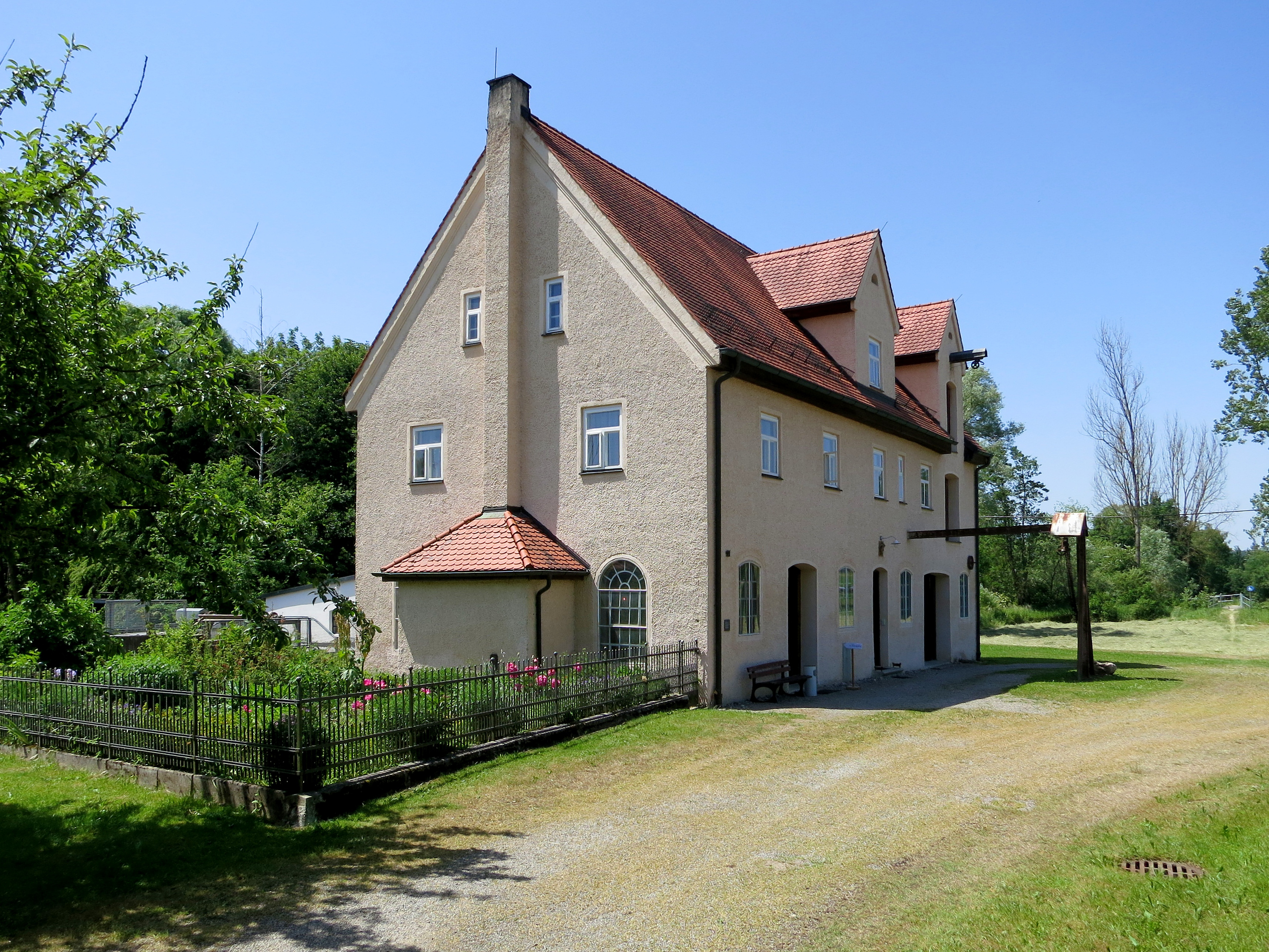
Hammerschmiede

Der Hammerschmied Michael Kleiner (1792–1854) ließ 1839 in Naichen an der Kammel ein Wohn- und Ökonomiegebäude mit „Eisen-Laden“ und die Hammerschmiede errichten. Zum Betrieb der Hammerschmiede wurde ein Werkskanal angelegt, der das Wasser der Kammel drei hölzernen Wasserrädern zuführte, die Schmiedehammer, Blasebalg und Schleifstein antrieben. Ein hölzernes Wehr staute das Wasser. Die wechselnde Wasserführung der Kammel konnte mit Hilfe von Steckschützen („Fallen“) korrigiert werden. 
1860 heiratete der Schmiedemeister Johann Stocker in das Anwesen ein. Ihm folgte 1892 sein Sohn Serafin Stocker sen. (geb. 1869). 
Als ein Feuer die Hammerschmiede 1922 bis auf die Außenmauern zerstörte, nutzte Serafin Stocker die Gelegenheit zur Vergrößerung des Gebäudes – im Obergeschoss wurde eine Wohnung eingerichtet – sowie zur technischen Modernisierung: Die neue Schmiede verfügte nun über einen Federhammer, der über eine Transmissionsanlage betrieben wurde. 

1925 ersetzte Serafin Stocker die Wasserräder durch eine gebrauchte Jonval-Turbine der Fa. Earnshaw/Nürnberg aus dem Jahr 1889, die im früheren Radhaus Platz fand.

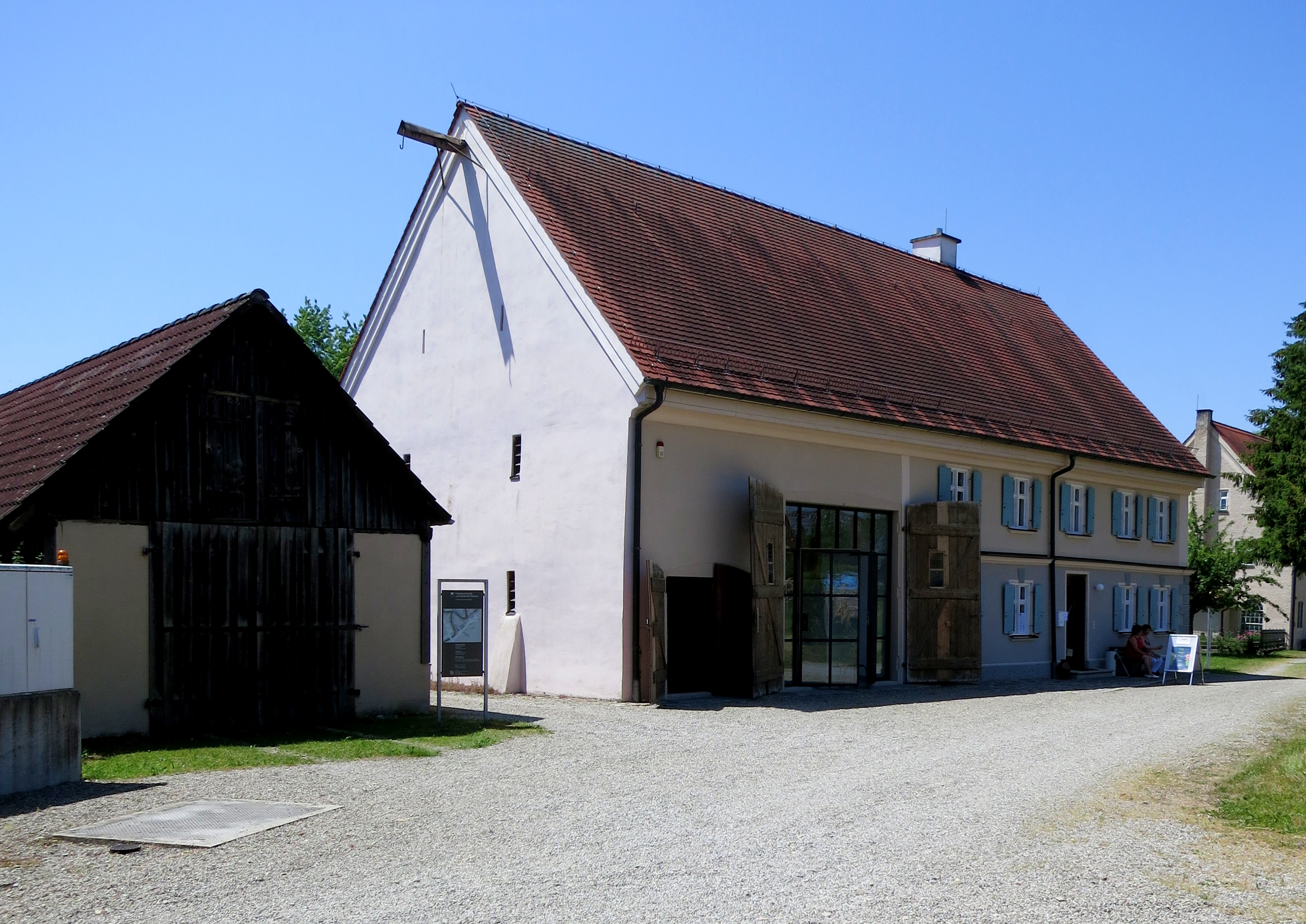
Stockerhof mit Nebengebäude (links)

Nach dem Tod des Vaters übernahm 1932 Serafin Stocker jun. (1900–1982) die Schmiede, seine Brüder Albert und Josef betrieben die Landwirtschaft. Anlässlich der Heirat von Serafin Stocker jun. mit Theresia Maisch 1942 wurde der Familienbesitz geteilt: Josef Stocker übernahm mit der Landwirtschaft das Wohnstallhaus, den sogenannten Stockerhof, Serafin jun. erhielt die Schmiede und bezog mit seiner Frau die Wohnung im Schmiedegebäude. 1980 legte Serafin den Betrieb still und verstarb zwei Jahre später. Seine Witwe Theresia (1907–1988) verkaufte die Hammerschmiede mit dem Wasserrecht 1987 an den Bezirk Schwaben, um die Schmiede mitsamt Ausstattung als Museum zu erhalten. 

## Museum
Nach Restaurierung der Gebäude eröffnete der Bezirk Schwaben 1990/91 das Museum Hammerschmiede und Stockerhof Naichen. Es ist ein Zweigmuseum des Museums Oberschönenfeld in Gessertshausen im Landkreis Augsburg. Neben der Schmiede und der Landmaschinenwerkstatt kann seit 2001 auch die Schmiedewohnung im Originalzustand besichtigt werden. Im Stockerhof sind wechselnde Sonderausstellungen zu sehen. Außerdem finden regelmäßig Schmiedevorführungen statt, und auch die historische Technik ist noch funktionsfähig und wird an ausgewählten Terminen vorgeführt. 